# Bulletin officiel des armées
Le Bulletin officiel des armées est une publication périodique rédigée et éditée par le ministère des Armées en France.